# Бельведере-ди-Спинелло
Бельведере-ди-Спинелло (итал. Belvedere di Spinello) — коммуна в Италии, располагается в регионе Калабрия, подчиняется административному центру Кротоне.
Население составляет 2470 человек, плотность населения составляет 82 чел./км². Занимает площадь 30,19 км². Почтовый индекс — 88824. Телефонный код — 0962.
Покровительницей коммуны почитается Пресвятая Богородица (Maria Addolorata), празднование в первый вторник июня.